# 裴聿
裴聿（？—？），字外兴，河东郡闻喜县（今山西省运城市万荣县）人，裴延隽的族兄。

## 生平
裴聿情操高尚贞洁为本，受到魏孝文帝元宏的称赞，从著作佐郎外任为北中府长史。当时魏孝文帝认为裴聿和中书侍郎崔亮都很清贫，想在经济上照顾他们，于是特地让崔亮兼管野王县，裴聿兼管温县，当时的人以此为荣。裴聿后转任尚书郎。太和十九年（495年），魏孝文帝南征南齐，军队驻扎在钟离。齐明帝萧鸾册拜裴叔业为持节、冠军将军、徐州刺史，率领南齐水军进入淮河，距离北魏军队只有数十里。魏孝文帝派裴聿前去与裴叔业对话。裴叔业让部下盛装穿戴，陈设珍玩，对着裴聿夸耀说：“我在南方这么富贵，哪像你如此寒酸简陋？”裴聿说：“伯父的服饰仪仗确实美丽，只是遗憾不能白昼行游、富贵还乡。”裴聿后转任太尉谘议参军，外任平秦郡太守。去世后，北魏朝廷赠予冠军将军、洛州刺史。裴聿的儿子裴子袖在北魏分裂时西入关中。